# مجدالدوله دیلمی
رستم دیلمی ملقب به مجدالدوله و مُکَنّیٰ به ابوطالب پسر بزرگ فخرالدوله دیلمی و همچنین برادر بزرگ‌تر شمس‌الدوله دیلمی بود. پس از مرگ پدر در شعبان ۳۸۷ قمری، توسط خلیفهٔ بغداد، مجدالدوله و کهف‌المله لقب یافت. به سبب اینکه هنوز در سنین خردسالی به سر می‌برد، ادارهٔ امور و نیابت سلطنت به ملکهٔ فخرالدوله واگذار شد. نام مادر وی شیرین‌دخت اسپهبد رستم طبری بود و سیده خاتون خوانده می‌شد. خاندان مادر وی نیز از فرمانروایان محلی طبرستان به‌شمار می‌آمدند.
مجدالدوله دیلمی در هنگام خردسالی به امارت نشست و اوقات خود را بیشتر در مطالعه و تفریح به سر می‌برد و امارت و حاکم واقعی تمامی قلمرو او و برادرش شمس‌الدوله دیلمی در حقیقت به دست ملکه سیده خاتون بود و سیده خاتون در سلطنت با فرزندانش شریک قدرت و نایب السلطنه آنان بود، با این حال مجدالدوله یک بار در سال ۳۹۷ قمری در همان سال‌های کودکی به تحریک اطرافیان بر ضد مادر برانگیخته شد. ملکه هم به یاری بدرحسنویه، حاکم کرد دینور، ری را تسخیر کرد و مجدالدوله را برکنار نمود و برادرش شمس‌الدوله را به جای او نشاند. چندی بعد با وساطت امامزاده سلطان محمد شریف او دوباره بر سر مهر آمد و او را به امارت ری بازگرداند و شمس‌الدوله را به همدان فرستاد. حکومت مجدالدوله تا هنگامی‌که ملکه مادر زنده بود محفوظ ماند بعد از مرگ مادر در سال ۴۱۰ قمری مجدالدوله با تحریک و توطئهٔ امراء مواجه شد.
محمود غزنوی از سال‌ها اندیشهٔ تسخیر ری را داشت یک بار، در مدتی که ملکه سیده خاتون زمام کارها را در دست داشت با نامه و پیام از وی درخواست تا در ری خطبه و سکه به نام سلطان کند اما جواب سنجیدهٔ وی او را ازین درخواست خویش منفعل کرد و از اندیشهٔ درگیری با پیرزنی که شکست از او مایهٔ رسوایی بود و پیروزی بر او هم چنان‌که خود وی در جواب سلطان خاطر نشان کرده بود، افتخاری نداشت، منصرف کرد. اما بعدها که مجدالدوله خود حکومت ری را به دست داشت وقتی از دفع توطئه امراء عاجز ماند از سلطان محمود یاری خواست. سپاه محمود این بار به بهانهٔ اعانت به وی به ری آمد، مجدالدوله را دستگیر نمود و به هندوستان تبعید کرد و به حکومت آل بویه در ری خاتمه داد.